# Toyota 88 C-V
La Toyota 88 C-V è un'autovettura da competizione sportiva sviluppata dalla casa automobilistica giapponese Toyota nel 1988, facente parte del Gruppo C.

## Caratteristiche tecniche
La vettura nacque su di un telaio monoscocca in fibra di carbonio con rinforzi in alluminio, coadiuvato al posteriore da un ulteriore telaietto in alluminio, con carrozzeria in composito.
Le sospensioni anteriori erano del tipo a doppio trapezio dotate di ammortizzatori di tipo coil-over con barra antirollio; al posteriore c'era un trapezio inferiore e un bilanciere nella parte alta che azionava gli ammortizzatori montati entrobordo, con in aggiunta una barra antirollio.
Lo sterzo era a pignone e cremagliera, mentre l'impianto frenante era provvisto di dischi autoventilanti.

### Motore R32V
La vettura era dotata di un motore a 8 cilindri con bancate a V aventi angolo di 90°, cilindrata totale di 3169 cm³ e sovralimentato mediante due turbocompressori; le 4 valvole per cilindro erano comandate da un sistema a doppio albero a camme in testa con distribuzione a cinghia dentata. Realizzato interamente in alluminio basamento, il peso si attestava a 218 Kg.
Grazie alla pressione di sovralimentazione con picco di 1.7 bar e al rapporto di compressione pari a 8:1, il motore era capace di sviluppare un massimo di circa 1000 CV a 8500 giri/min e una coppia massima di 950 Nm a 5000 giri/min.

## Risultati sportivi
La 88 C-V fece il suo debutto alla 500 Miglia del Fuji del 1988, ma non riuscì a finire la corsa a causa di problemi meccanici. Al Campionato del mondo sportprototipi partecipò anche alla 1000 km del Fuji con due vetture nello schieramento iniziale della gara, le due macchine, pur riuscendo a finire la corsa, si piazzarono ultime in classifica.